# Entognatha
De Entognatha zijn een klasse van geleedpotige dieren uit de onderstam zespotigen (Hexapoda). De zespotigen omvatten twee groepen: de Entognatha en de insecten.
De wetenschappelijke naam betekent 'kaken binnenin': ento = binnenin, gnatha = kaken. De monddelen aan de binnenzijde van de kop onderscheiden hen van de insecten. Vroeger werden de Entognatha gezien als een primitieve groep van insecten en daarom ook wel 'oerinsecten' genoemd, maar tegenwoordig blijkt dat ze meer verwant zijn aan de kreeftachtigen dan aan de andere zespotigen. De bekendste groep zijn de springstaarten, die wereldwijd in enorme hoeveelheden in en op de bodem leven. Omdat ze echter zeer klein zijn worden ze vaak over het hoofd gezien.

## Taxonomie
De Entognatha worden verdeeld in drie ordes;
- Collembola (springstaarten)
- Diplura (dubbelstaarten)
- Protura (poottasters)

Vroeger werden de ordes gezien als aparte klassen. Tevens werden de franjestaarten (vroeger: Thysanura) als een vierde groep gezien. Deze worden tegenwoordig echter tot de insecten gerekend.